# Obědkovice
Obědkovice är en ort i Tjeckien.   Den ligger i regionen Olomouc, i den östra delen av landet, 220 km öster om huvudstaden Prag. Obědkovice ligger 213 meter över havet och antalet invånare är 277.
Terrängen runt Obědkovice är platt. Runt Obědkovice är det ganska tätbefolkat, med 160 invånare per kvadratkilometer. Närmaste större samhälle är Prostějov, 11,9 km nordväst om Obědkovice. Trakten runt Obědkovice består till största delen av jordbruksmark.